# Phare d'Heiligenhafen
Le phare d'Heiligenhafen (en allemand : Leuchtturm Heiligenhafen) est un phare actif situé devant l'île de Fehmarn, à Heiligenhafen dans l'Arrondissement du Holstein-de-l'Est (Schleswig-Holstein), en Allemagne.
Il est géré par la WSV de Lübeck .

## Histoire
Pour que les bateaux de pêche puissent rentrer au port en toute sécurité, une première lanterne munie d'un miroir parabolique fut mise en service chez un pêcheur en 1885. Lorsque le bâtiment a été détruit par un incendie un phare circulaire de 12 mètres de haut avec une lanterne en fer a été construit en 1885. Il a été remplacé en 1938 par la tour actuelle en briques de type klinker.
Le phare actuel d'Heiligenhafen, construit en 1938, guide les navires vers le port d'Heiligenhafen.

## Description
Le phare , est une tour quadrangulaire en brique rouge de 13 m de haut, avec une galerie et une lanterne circulaire. La tour est non peinte et la lanterne est blanche. Son feu à secteurs à occultations émet, à une hauteur focale de 16 m, deux éclats blancs, rouges et verts, selon direction, de 2 secondes par période de 9 secondes. Sa portée est de 13 milles nautiques (environ 24 km) pour le feu blanc, 10 milles nautiques (environ 19 km) pour le rouge et 9 milles nautiques (environ 17 km) pour le feu vert.
Identifiant : ARLHS : FED-105 - Amirauté : C1328 - NGA : 3156 .

## Caractéristiques dufeu maritime
Fréquence : 9 secondes (WG)
- Lumière : 2 secondes
- Obscurité : 1 seconde
- Lumière : 2 secondes
- Obscurité : 4 secondes

|             |
| Île Fehmarn |

|          |
| Le phare |

|             |
| La lanterne |

### Lien connexe
- Liste des phares en Allemagne